# ميمرت

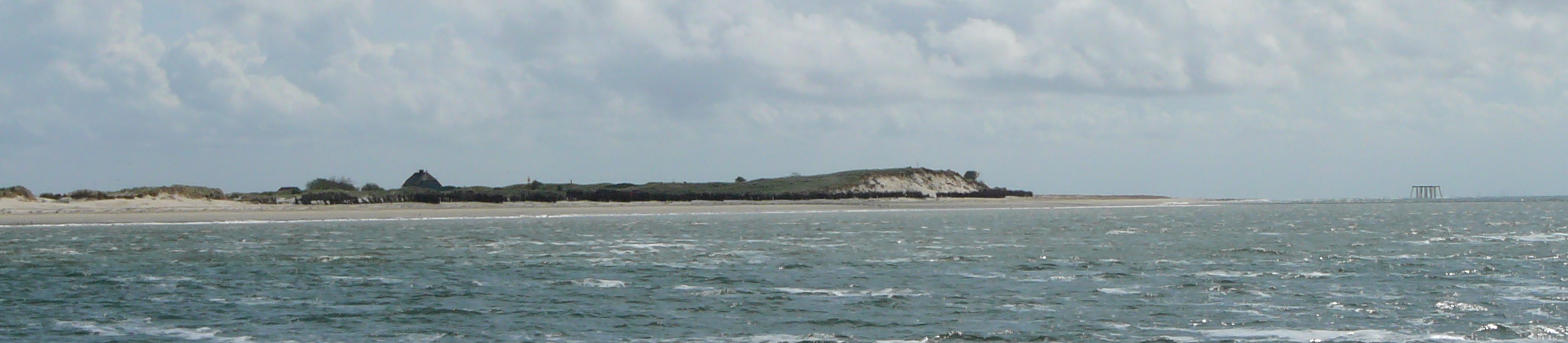
منظر ميمرت من الشمال

ميمرت هي جزيرة صغيرة من شرق فريزيا على الساحل الشمالي بألمانيا، بمساحة 5.2 كم. ميمرت جزيرة غير مأهولة.